# والتر تسمان
والتر تسمان (آلمانی: Walter Zeman; ۱ مهٔ ۱۹۲۷ – ۸ اوت ۱۹۹۱) بازیکن فوتبال اهل اتریش بود.
از باشگاه‌هایی که در آن بازی کرده‌است می‌توان به باشگاه فوتبال راپید وین اشاره کرد.
وی همچنین در تیم ملی فوتبال اتریش بازی کرده‌است.